# Sten & Stanley då & nu
Sten & Stanley då & nu är ett samlingsalbum från 2006 av det svenska dansbandet Sten & Stanley. Några av låtarna är på engelska.

## Låtlista
1. "Jag vet"
2. "Jag vill vänta"
3. "Ge dig tid"
4. "När det känns som bäst"
5. "I've Found My Freedom"
6. "Då och nu" ("Jersey Girl")
7. "Mot nya mål"
8. "Have I Told You Lately"
9. "En så'n underbar känsla" ("It's a Real Good Feeling")
10. "Längtan är en svala" ("Love is a Rainbow")
11. "Nere i hamnen" ("Under the Boardwalk")
12. "Ge mig mer av det"
13. "Livet är musik"
14. "Så'n är jag"